# Clásico San Antonio de Padua
El Clásico San Antonio de Padua es una competición de ciclismo que se desarrolla en la ciudad de Guayama, Puerto Rico.
Es un evento ciclístico que se disputa en un fin de semana del mes de junio,
en el que se desarrollan competiciones en diversas categorías, desde infantiles hasta masters, además de femeninas.
Su primera edición fue en junio de 1976, realizado por la organización cívica-social Happy Friend Club, Inc. y avalado por la Federación Portorriqueña de Ciclismo.
En 1990, el Happy Friend Club, Inc. cedió la organización del evento al Municipio de Guayama.
En el año 2009, se creó una organización autónoma e independiente que se hizo cargo de organizar la competición y para el año 2010, la carrera élite y sub-23 fue incluida en el calendario internacional americano como prueba de categoría 1.2.

## Palmarés
| Año       | Ganador            | Segundo           | Tercero            |
| --------- | ------------------ | ----------------- | ------------------ |
| 2009      | Emile Abraham      | Edgardo Richiez   | Gabriel Acaba      |
| 2010      | Alexander González | Heberth Gutiérrez | Carlos Alzate      |
| 2011      | Alexander González | Tedis Vargas      | Heberth Gutiérrez  |
| 2012      | Edgardo Richiez    |                   |                    |
| 2013 (I)  | Juan Eduardo Colón | Fernando García   | Rolf-Martin Vieten |
| 2013 (II) | Rubén Borrero      | Eduardo Colón     | Efrén Ortega       |
| 2014      | Efrén Ortega       | Eduardo Colón     | Edgardo Richiez    |
| 2015      | Juan Martínez      | Ahulee Rivera     | Ricky Morales      |
| 2016      | Brian Babilonia    | Agustín Font      | Elvys Reyes        |
| 2017      | Elvys Reyes        | Xavier Santana    | William Arce       |